# Tromboxano

Tromboxano B2.

Los tromboxanos son eicosanoides derivados del ácido araquidónico; los eicosanoides son moléculas muy reactivas que derivan del ácido araquidónico y que incluyen cuatro grandes clases, entre las que está el tromboxano (junto a las prostaglandina (PG), las prostaciclinas (PGI), y los leucotrienos (LT)).
Los tromboxanos son el resultado principalmente de la acción de la enzima ciclooxigenasa sobre el ácido araquidónico. Son un conjunto de moléculas con efecto autocrino y paracrino, sintetizada a partir del ácido araquidónico, que al igual que las prostaglandinas y prostaclinas están demostrando recientemente sus importantes funciones.
El tromboxano TXA2 es un metabolito del ácido araquidónico, generado por la acción de la tromboxano sintetasa sobre endoperóxidos cíclicos de prostaglandina PGs. Su proceso de creación es similar a las PGs, pero principalmente se diferencia de ellas en que el tromboxano solo es producido por las membranas de las plaquetas. La síntesis de TXA2 determina un aumento del calcio citoplasmático, que procede del sistema tubular denso, contribuyendo así a la agregación plaquetaria, por medio de su activación.
El TXA2 actúa como un potente agregante plaquetario (el mayor descubierto hasta ahora) y vasoconstrictor, el cual a su vez se transforma en el tromboxano B2, que es inactivo, pero más estable que el anterior.
Su principal función biológica es participar en la Hemostasia, es decir en los procesos de coagulación y agregación plaquetaria. En el sistema respiratorio, particularmente el TXA2, es un potente broncoconstrictor. Debido a su función en la agregación plaquetaria, el TXA2 es importante en el cierre de las heridas y hemorragias que permanentemente se producen en nuestro organismo.
Las plaquetas son ricas en la enzima tromboxano sintetasa y producen una cantidad elevada de tromboxano A2.
- Datos: Q412212